# Chiesa di Sant'Antonio da Padova (Cevio)
La chiesa di Sant'Antonio da Padova è un edificio religioso tardobarocco che si trova a Cavergno, frazione di Cevio in Canton Ticino.

## Storia
L'edificio sorse, in forma di cappella, entro il 1505, quando fu menzionato per la prima volta, ma nel 1664 fu abbattuto e ricostruito in forma di oratorio. Appena tredici anni più tardi, nel 1677, tuttavia, la chiesa fu nuovamente rasa al suolo e nuovamente ricostruita. Le opere furono completate intorno al 1682. Nel 1786, ottenendo l'indipendenza dalla parrocchia di Bignasco, la chiesa diventò a sua volta sede parrocchiale. Nel 1795 il campanile, realizzato nel Basso Medioevo, fu ampliato mediante una sopraelevazione. Nel 1799 fu realizzata la colonna cimiteriale. Nel 1811 fu realizzato il portico che precede l'ossario. Nel 1817, inoltre, alla chiesa fu aggiunto il coro, di forma semicircolare. Nel 1875 fu realizzata la cantoria, che ospita un organo del 1892. Nel 1929, infine, fu realizzato il protiro che precede la facciata, opera di Eugenio Cavadini.